# Euphrate
L'Euphrate est un fleuve d'Asie de 2 780 km de long. Avec le Tigre, il forme, dans sa partie basse, la Mésopotamie (du grec μέσος / mésos, « milieu » et ποταμός / potamós, « fleuve »), l'un des berceaux de la civilisation.
De type pluvio-nival, son débit est particulièrement irrégulier, puisque plus de la moitié de son flux s'écoule de mars à mai et que le débit peut tomber à 300 m3/s contre un débit moyen de 830 m3/s (à l'entrée en Syrie). En période de crue, il peut atteindre 5 200 m3/s pouvant provoquer de graves inondations. D'une année à l'autre, le volume d'eau varie fortement passant de 15 km3 lors de la sécheresse de 1958-1962 à 58 km3 en 1969.
Autre caractéristique, le débit diminue en traversant les zones sèches en raison de la forte évaporation, en particulier dans les lacs artificiels, et du pompage pour l'irrigation. Ainsi, alors que le volume moyen d'eau entrant en Syrie est de 28 km3, il tombe à 26 à la frontière irakienne malgré l'apport de trois affluents (1,75 km3) et n'est plus que de 14 à Nassiriya au sud de l'Irak (E. Vaumas, 1955).
L'Euphrate est un sujet de friction entre l'Irak, la Syrie et la Turquie, cette dernière voulant réduire son débit par la construction de nouveaux barrages.

## Étymologie et nom dans d'autres langues
Le nom Euphrate dérive du grec ancien Εὐφρᾱ́της, issu du vieux perse 𐎢𐎳𐎼𐎠𐎬𐎢 (romanisé en hUfrātuš), venant lui-même de l'élamite 𒌑𒅁𒊏𒌅𒅖 (romanisé en Úipratuiš). Le nom élamite est dérivé du cunéiforme 𒌓𒄒𒉣  lu comme Buranun en sumérien et Purattu en akkadien. De nombreux signes cunéiformes ont une prononciation sumérienne et une prononciation akkadienne, tirées d’un mot sumérien et d’un mot akkadien qui signifient la même chose. L’akkadien Purattu a été perpétué dans les langues sémitiques (arabe الفرات al-Furāt ; syriaque ̇ܦܪܬ Pǝrāṯ ; hébreu פְּרָת Pǝrāṯ) et dans d’autres langues proches de l’époque (hourrite Puranti ; soubaréen Uruttu)
| Langue      | Nom |
| Akkadien    | Pu-rat-tu |
| Arabe       | الفرات, Al-Furāt |
| Araméen     | ܦܪܬ, Prāṯ, Froṯ |
| Arménien    | Եփրատ, Yeṗrat |
| Grec ancien | Εὐφράτης, Euphrátês |
| Hébreu      | פְּרָת, Pĕrāṯ. Dans la Bible, l'hébreu פְּרָת est le nom du quatrième fleuve bordant le Jardin d'Eden. L'Euphrate est par ailleurs cité comme limite de la Terre promise à Abraham puis à Moïse. |
| Kurde       | فرهات, Firat, Ferat |
| Persan      | فرات, Ferat |
| Sumérien    | Buranun |
| Turc        | Fırat |

## Données hydrographiques

### Parcours
Les deux branches mères de l'Euphrate naissent sur le haut-plateau anatolien : celle de l'ouest, ou Karasu, naît près d'Erzurum, dont elle traverse la plaine ; celle de l'est, le Murat, se forme au Nord du lac de Van, sur les flancs d'un contrefort occidental de l'Ararat. Il traverse ensuite la zone de piémont, zone aride partagée entre la Syrie et l'Irak. Arrivé aux environs de Ramadi en Irak, il entre dans la plaine fertile de Mésopotamie, passant par Fallujah à proximité de Bagdad, et puis à environ 1 km à l'ouest des ruines de Babylone. Il rejoint le Tigre dans le sud-est du pays à Qurna à environ 100 km au nord-ouest de Bassorah pour former le Chatt-el-Arab et se jeter dans le golfe Persique.

### Bassin versant
| Pays | longueur (km)     | Surface km2 | Proportion | Contribution au débit |
| --- | ----------------- | ----------- | ---------- | --------------------- |
| Turquie | 455               | 124 320     | 28 %       | 88 ou 98,6 %*         |
| Syrie | 675               | 75 480      | 17 %       | 12 ou 1,4 %*          |
| Irak | 1 200             | 177 600     | 40 %       | 0 %                   |
| Arabie saoudite | eaux souterraines | 66 600      | 15 %       | 0 %                   |
| Ces estimations varient en fonction des sources et critères d'appréciation * la différence dépend de l'inclusion ou non des affluents Sajour, Balikh et Khabur dans le quota turc: en effet ils prennent leur source en Turquie. Sources : Habib Ayeb, « L'eau au Proche-Orient », p. 29 ; Marwa Daoudy, « Le partage des eaux entre la Syrie, l'Irak et la Turquie », p. 63. |                   |             |            |                       |

### Les débits mensuels de l'Euphrate à Hit
Le débit de l'Euphrate a été observé pendant 43 ans (entre 1924 et 1972) à Hit, localité irakienne située à quelque 150 kilomètres à l'ouest-nord-ouest de Bagdad. C'est à Hit que le débit du fleuve est maximal ; en effet plus loin en aval, de nombreux ouvrages d'irrigation prélèveront des quantités importantes d'eau du fleuve, faisant ainsi baisser progressivement son débit. En outre, plus aucun affluent quelque peu notable ne contribuera à l'alimenter.
À Hit, le débit annuel moyen ou module observé sur cette période était de 937 m3/s pour une surface prise en compte de 264 100 km2.
La lame d'eau écoulée dans cette partie du bassin, de loin la plus importante du point de vue de l'écoulement (près de 100 % du débit total du fleuve), atteint ainsi le chiffre de 112 millimètres par an.

### Affluents

#### Affluents turcs

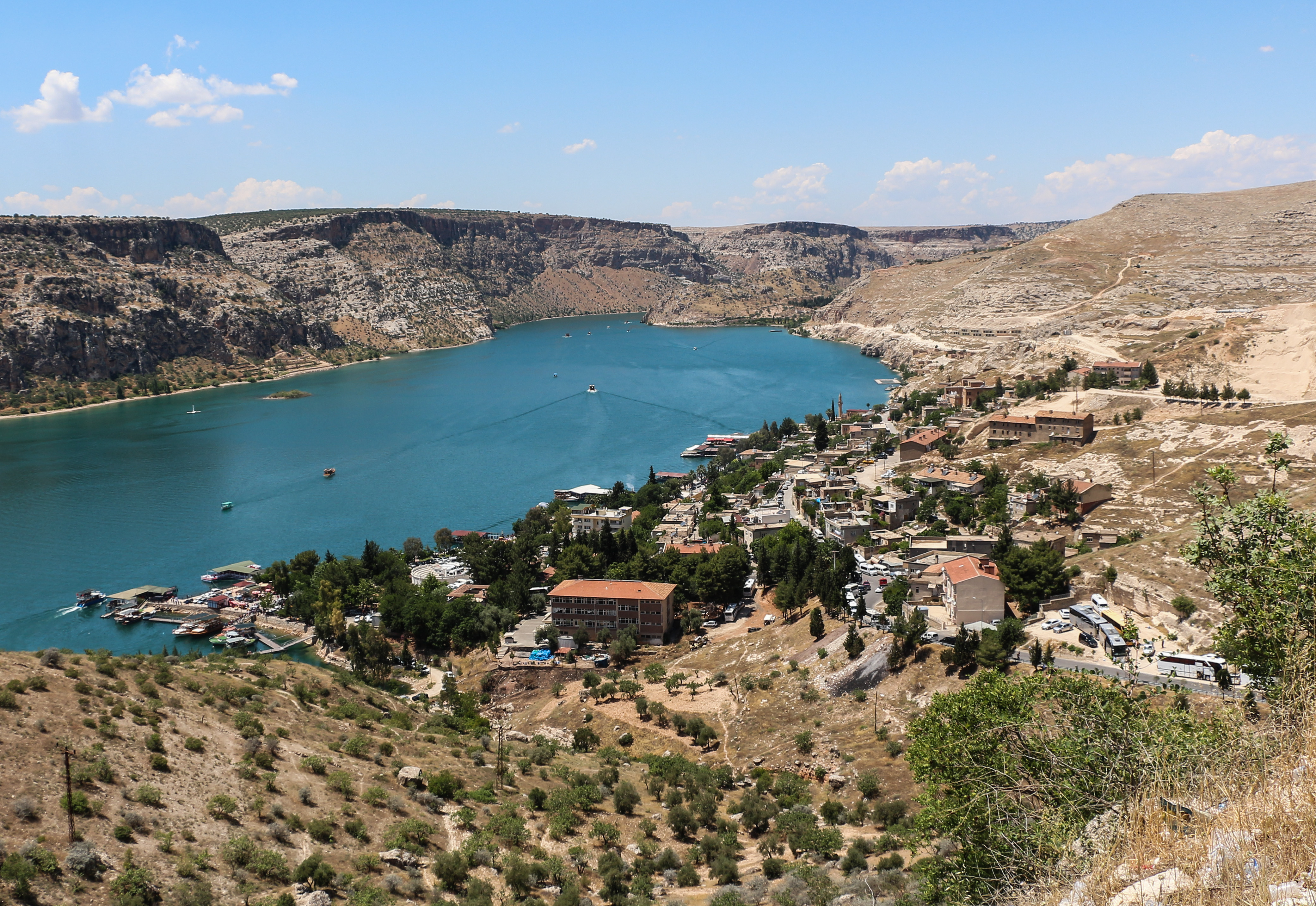
La ville de Halfeti sur l'Euphrate en Turquie.

L'Euphrate est composé par la jonction de 2 rivières principales :
- le Karasu (Kara Sou), long de 450 km, prend sa source au mont Kargapazari à 3 290 m d'altitude ;
- le Murat Nehri (Murat Sou, Murat Suyu ou Murat Irmağı), long de 650 km, prend sa source au mont Muratbasi à 3 520 m.

#### Affluents syriens
Trois rivières rejoignent l'Euphrate en Syrie :
- le Sajour (ou Al-Sajour) : rivière prenant sa source en Turquie et apportant de 90 à 125 millions de mètres cubes ;
- le Balikh (ou Al-Balikh) : rivière prenant sa source en Turquie et apportant environ 150 millions de mètres cubes ;
- le Khabur (ou Al-Khabur) : rivière prenant sa source en Turquie et apportant de 1,35 à 1,5 milliard de mètres cubes.

#### Affluents irakiens
Il n'y a pas d'affluent naturel en Irak, mais le canal Thartar-Euphrate permet de déverser les excédents des crues du Tigre dans l'Euphrate en passant par le lac-réservoir du Thartar. Plus au sud, le Tigre et l'Euphrate se rejoignent à Qurna et forment le Chatt-el-Arab dans lequel ils sont rejoints par le Karoun.

#### Affluent iranien (sur le Chatt-el-Arab)
Le Karoun se jette dans le Chatt-el-Arab après un parcours de 850 km en Iran. Il déverse un volume moyen estimé à 15 milliards de mètres cubes.

## Ouvrages hydrauliques

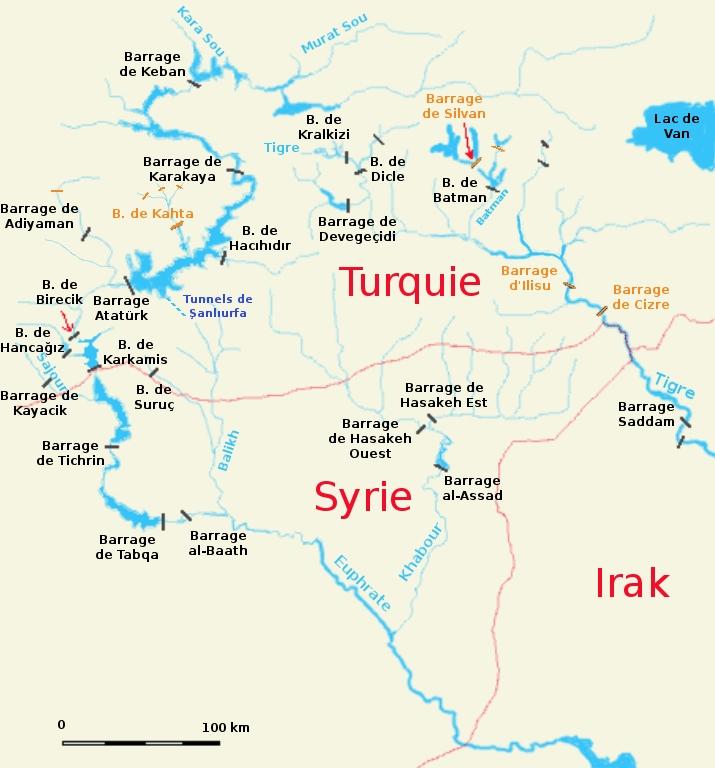
Ouvrages hydrauliques du haut bassin Tigre-Euphrate.

### Ouvrages situés en Turquie
La Turquie a disposé de nombreux barrages sur l'Euphrate et ses affluents dont le principal achevé aujourd'hui est le barrage Atatürk. (Voir « Projet d'Anatolie du Sud-Est », le projet turc d'aménagement du Sud-est anatolien).
Ouvrages principaux d'amont en aval (voir « Liste des ouvrages hydrauliques du GAP » pour la liste complète des ouvrages turcs sur l'Euphrate) :
- le barrage de Keban ;
- le barrage de Karakaya ;
- le barrage Atatürk ;
- le barrage de Birecik ;
- le barrage de Karkamış ;
- le barrage de Hancagiz sur la rivière Nizip ;
- le barrage de Çamgazi sur la rivière Kuzgun.

### Ouvrages situés en Syrie
D'amont en aval :
- le barrage de Tichrin ;
- le barrage de Tabqa qui forme le lac Al-Assad ;
- le barrage d'al-Baath.

### Barrages situés en Irak
D'amont en aval :
- le barrage de Haditha ;

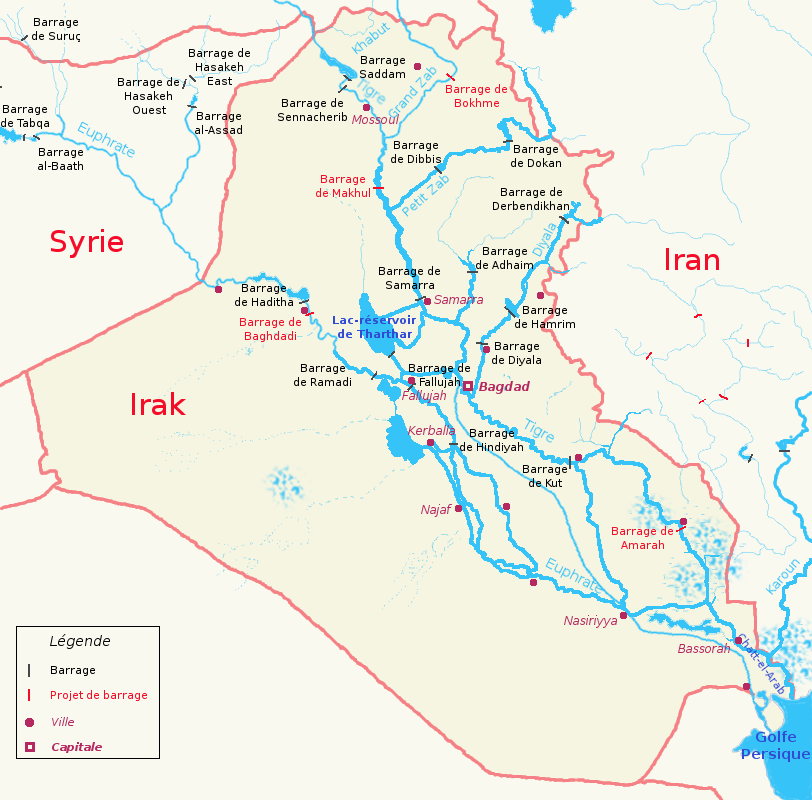
Ouvrages hydrauliques irakiens.

- le barrage de Ramadi qui permet le stockage des crues dans les dépressions d'Habaniya et Abu Didis ;
- le canal Thartar-Euphrate, qui permet le déversement des crues du Tigre dans l'Euphrate via le lac-réservoir du Thartar ;
- le Troisième fleuve : achevé en 1992, il a été construit pour assécher les marais du Sud, ce qui permettait de maîtriser la région chiite et d'irriguer de nouvelles terres. Après la guerre en Irak de 2003, les Chiites ont partiellement détruit les digues et ont reconstitué les marais à 40 %[6] ;
- le barrage de Hindiya.

## Eschatologie
Dans l'Apocalypse 16:12, l'Euphrate est mentionné : « Et le sixième ange versa sa fiole sur le grand fleuve Euphrate ; et son eau sécha, pour que le chemin des rois de l’Est soit préparé ».
Dans la tradition prophétique islamique, l'Euphrate s’asséchera et laissera apparaître une montagne d'or pour laquelle les hommes s’entre-tueront. L'apparition de ce trésor fait partie des confusions et des troubles de la fin des temps. Le hadîth est celui-ci : « Abû Hurayrah (qu’Allah l’agrée) relate que le Messager d’Allah (sur lui la paix et le salut) a dit : « L’Heure ne se lèvera pas avant que l’Euphrate ne laisse apparaître une montagne d’or pour laquelle les gens s’entre-tueront. De chaque centaine, quatre-vingt-dix-neuf seront tués et chaque homme parmi eux dira : « J’espère être celui qui sera épargné ! » ». Dans une autre version, « L’Euphrate est sur le point de dévoiler un trésor en or. Que celui qui s'y trouve n’en prenne rien ! ».